# 666 Desdemona
666 Desdemona eller 1908 DM är en asteroid i huvudbältet, som upptäcktes 23 juli 1908 av den tyska astronomen August Kopff i Heidelberg. Den är uppkallad efter Desdemona i William Shakespeares tragedi Othello.
Asteroiden har en diameter på ungefär 32 kilometer.